# Герберт Віммер
Герберт Віммер (нім. Herbert Wimmer, нар. 9 листопада 1944, Ейпен) — німецький футболіст, що грав на позиції півзахисника.
Протягом усієї кар'єри виступав за клуб «Боруссія» (Менхенгладбах), з якою став п'ятиразовим чемпіоном ФРН, володарем Кубка ФРН та Кубка УЄФА. Також грав за національну збірну ФРН. У складі збірної — чемпіон Європи та чемпіон світу.

## Клубна кар'єра
Народився 9 листопада 1944 року в місті Ейпен. Вихованець футбольної школи клубу «Боруссія Бранд».
У дорослому футболі дебютував 1966 року виступами за «Боруссію» (Менхенгладбах), кольори якої і захищав протягом усієї своєї кар'єри гравця, що тривала дванадцять років. Більшість часу, проведеного у складі «Боруссії», був основним гравцем команди. Всього зіграв за неї в чемпіонаті 366 матчів, забив 51 м'яч. П'ять разів ставав чемпіоном Німеччини, вигравав кубок Німеччини та Кубок УЄФА.
Найчастіше брав участь в оборонних діях команди, прикривав головну зірку «Боруссії» того періоду Гюнтера Нетцера. Був добре фізично витривалий, що дозволяло йому грати на великих швидкостях до кінця матчу.

## Виступи за збірну
23 листопада 1968 року дебютував в офіційних матчах у складі національної збірної ФРН в гостях в грі проти збірної Кіпру (1:0).
У складі збірної був учасником чемпіонату Європи 1972 року у Бельгії, здобувши того року титул континентального чемпіона, чемпіонату світу 1974 року у ФРН, здобувши того року титул чемпіона світу та чемпіонату Європи 1976 року в Югославії, де разом з командою здобув «срібло». На цьому турнірі Віммер і зіграв свій останній матч за збірну 20 липня 1976 року проти збірної Чехословаччини (2:2).
Протягом кар'єри у національній команді, яка тривала 9 років, провів у формі головної команди країни 36 матчів, забивши 4 голи.

## Статистика

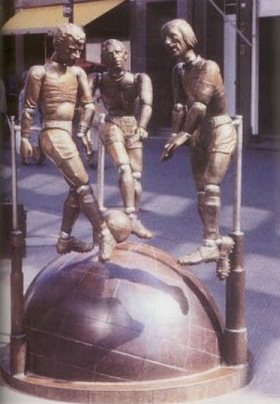
Пам'ятник легендарної «трійці» «Боруссії» (Менхенгладбах) — Герберту Віммеру, Берті Фогтсу та Гюнтеру Нетцеру (зліва направо). Встановлений в пішохідній зоні Менхенгладбаха (Німеччина).

### Клубна
| Чемпіонат | Чемпіонат                  | Чемпіонат  | Ліга | Ліга |
| Сезон     | Клуб                       | Ліга       | Ігри | Голи |
| --------- | -------------------------- | ---------- | ---- | ---- |
| 1966-67   | «Боруссія» (Менхенгладбах) | Бундесліга | 34   | 3    |
| 1967-68   | «Боруссія» (Менхенгладбах) | Бундесліга | 33   | 9    |
| 1968-69   | «Боруссія» (Менхенгладбах) | Бундесліга | 34   | 7    |
| 1969-70   | «Боруссія» (Менхенгладбах) | Бундесліга | 30   | 6    |
| 1970-71   | «Боруссія» (Менхенгладбах) | Бундесліга | 26   | 3    |
| 1971-72   | «Боруссія» (Менхенгладбах) | Бундесліга | 29   | 7    |
| 1972-73   | «Боруссія» (Менхенгладбах) | Бундесліга | 28   | 5    |
| 1973-74   | «Боруссія» (Менхенгладбах) | Бундесліга | 28   | 2    |
| 1974-75   | «Боруссія» (Менхенгладбах) | Бундесліга | 29   | 1    |
| 1975-76   | «Боруссія» (Менхенгладбах) | Бундесліга | 34   | 3    |
| 1976-77   | «Боруссія» (Менхенгладбах) | Бундесліга | 31   | 2    |
| 1977-78   | «Боруссія» (Менхенгладбах) | Бундесліга | 30   | 3    |
| Всього    | Всього                     | Всього     | 366  | 51   |

### Збірна
| Збірна Німеччини | Збірна Німеччини | Збірна Німеччини |
| Роки             | Ігри             | Голи             |
| ---------------- | ---------------- | ---------------- |
| 1968             | 4                | 0                |
| 1969             | 0                | 0                |
| 1970             | 0                | 0                |
| 1971             | 7                | 0                |
| 1972             | 7                | 1                |
| 1973             | 2                | 0                |
| 1974             | 6                | 2                |
| 1975             | 5                | 1                |
| 1976             | 5                | 0                |
| Всього           | 36               | 4                |

## Титули і досягнення
- Чемпіон Німеччини (5):

«Боруссія» (Менхенгладбах): 1969-70, 1970-71, 1974-75, 1975-76, 1976-77
- Володар Кубка Німеччини (1):

«Боруссія» (Менхенгладбах): 1972-73
- Володар Суперкубка Німеччини (1):

«Боруссія» (Менхенгладбах): 1976
- Володар Кубка УЄФА (1):

«Боруссія» (Менхенгладбах): 1974-75
- Чемпіон Європи (1):

ФРН: 1972
- Віце-чемпіон Європи (1):

ФРН: 1976
- Чемпіон світу (1):

ФРН: 1974